# Södingbach
Södingbach är ett vattendrag i Österrike. Det ligger i förbundslandet Steiermark, i den östra delen av landet, 160 km sydväst om huvudstaden Wien.
I omgivningarna runt Södingbach växer i huvudsak blandskog. Runt Södingbach är det ganska tätbefolkat, med 104 invånare per kvadratkilometer.